# Двойная Спика
Twin Spica (яп. ふたつのスピカ Футацу но Супика, оф. рус. «Двойная Спика») — японская сэйнэн-манга, написанная и проиллюстрированная Ко Ягинумой. Манга создана в реалистическом стиле в жанрах повседневности и научной фантастики. Действие происходит в начале XXI века после того, как первый национальный полёт в космос закончился катастрофой, приведшей к большому количеству жертв среди гражданского населения. История повествует о группе японских школьников, которые тренируются, чтобы стать астронавтами. Манга публиковалась в мужском журнале Comic Flapper с сентября 2001 года по август 2009 года и была позднее издана компанией Media Factory в 16 танкобонах.
Название манге было дано в честь Спики — двойной системы и самой яркой звезды в созвездии Девы. Автор включил в мангу отсылки к историческим событиям, связанным с созданием пилотируемых космических кораблей, а также к литературным работам, как например к роману Night on the Galactic Railroad автора Кэндзи Миядзавы. Американское издательство Vertical в сентябре 2009 года анонсировало приобретение лицензии на издание манги на английском языке, в мае 2010 года был опубликован первый том. Во время первоначальной оценки Эд Чавез, маркетинговый директор компании, описал мангу как «душевную и соответствующую действительности».
На основе манги на студии Group TAC было создано аниме. Премьера состоялась 1 ноября 2003 года. Завершился показ 27 марта 2004 года, до того, как был завершён выпуск манги. По спутниковому каналу Animax трансляция аниме проходила в нескольких языковых версиях, включая и английскую. Дорама была создана компанией NHK при содействии с агентством аэрокосмических исследований и транслировалась в период между 18 июня и 30 июля 2009 года.
Манга была лицензирована российской компанией «Фабрика комиксов» под названием «Двойная Спика».

## История создания
Автор манги Ко Ягинума начал создавать своё произведение в 2000 году, одновременно со своей дебютной работой 2015:Fireworks (яп. 2015年の打ち上げ花火 ни сэн дзю: го нэн но утиагэ ханаби). Ягинума сочинил историю будущего относительно развития в Японии программ полётов в космос. Также он познакомил читателей с планирующимся в 2010 году запуском в Японии космической миссии «Лев» (яп. 獅子号 Сиси-го:). Миссия закончилась катастрофой — через 72 секунды после запуска загорелось топливо ракеты-носителя. Операторы не смогли активировать аварийную остановку, и ракета потерпела крушение в городе Юигахама, что привело к большим жертвам среди его жителей.
Эта трагедия стала одной из самых серьёзных катастроф в истории космонавтики и вынудила правительство Японии приостановить программы полётов в космос на срок около 10 лет. После трагедии общество обвинило участников программы «Лев» в халатности. Также начали распространяться слухи о том, что при создании корабля были задействованы сторонние компании, хотя правительство заявляло, что ракета была произведена исключительно японскими создателями. Чтобы помочь в восстановлении космонавтики, Министерство образования, культуры, спорта, науки и технологий начало создание в Токио Национальной космической школы. Это профессионально-техническое училище будет предназначаться для обучения нового поколения студентов науке исследования космоса. Японская программа полётов в космос планируется к восстановлению спустя десять лет после приёма студентов в академию. В том же году последний операционный модуль Международной космической станции будет остановлен и уничтожен при падении на Землю в атмосфере планеты, и таким образом долгосрочная миссия станции подойдёт к концу. Последующие проекты по разработке планируются к завершению в отдельных странах с действующими программами полётов в космос. В настоящее время один из студентов инаугурационного класса тренировки астронавтов уже выбран в команду второй пилотируемой миссии, планирующейся к проведению в 2027 году. Тогда же планируется запуск спутника космической энергетики.

## Персонажи
Главными героями произведения являются Асуми Камогава и её наставник — призрак астронавта миссии «Лев», которого она зовёт «господин Лион». Их дружба развивается в нескольких коротких историях; он пробудил её интерес к космосу, когда она была маленькой. С течением времени её интерес и мечты о космосе только развиваются, однако Асуми становится объектом насмешек со стороны одноклассников, ведь она часто погружается в чтение книг о космосе и практически не участвует в делах класса. Когда она решает поступить в Токийскую космическую академию, учителя настоятельно советуют ей передумать, так как её рост ниже среднего. Однако Асуми всё же удаётся успешно поступить в академию, и её дружба с Лионом продолжает развиваться; она часто советуется с ним, если в чём-то не уверена.
К удивлению Асуми, в академию также поступает её одноклассник Синносукэ Футуя. Он раньше защищал Асуми от насмешек одноклассников, хотя периодически сам был не прочь её подразнить, что объяснялось наличием романтического интереса к ней. Им удаётся подружиться с тремя другими студентами программы подготовки астронавтов. Су Судзуки является представителем от класса астронавтов, хотя и отличается довольно беспечным характером. Он бреет брови в знак неповиновения отцу. Кэй Оуми знакомится с Асуми во время вступительных экзаменов. Она общительная девушка, глубоко преданная друзьям. Марика Укита поначалу равнодушно реагирует на предложения дружбы, однако по настоянию отца поселяется в общежитии, где живёт Асуми. Эти пятеро студентов позднее дают друг другу обещание вместе стать астронавтами, и их дружба крепнет. Спустя три года учёбы Асуми избирается для участия во втором полёте человека в космос в истории Японии, тем самым она станет (ей будет 18 лет) одной из самых молодых людей, отправившихся в космос.
Во время обучения в академии кандидаты в астронавты должны преодолеть множественные физические и умственные испытания. Читателям раскрывается предыстория, в которой мать Асуми умерла после катастрофы миссии «Лев», а друзья Асуми не знают об этом до тех пор, пока Кэй не находит некролог в газете. Выясняется, что Марика является генетической копией скончавшейся Марики Укиты, хотя клонирование человека находится под запретом. В детстве с Футуей произошёл несчастный случай — он оказался слишком близко к сработавшему фейерверку, и теперь страдает дальтонизмом — не различает красный и зелёный цвета. Су страдает кровохарканьем и умирает вскоре после избрания его студентом по обмену для американской космической программы. Эта трагедия вынуждает Кэй осознать свои чувства, которые она на протяжении всей истории скрывала.

## Создание

### Написание

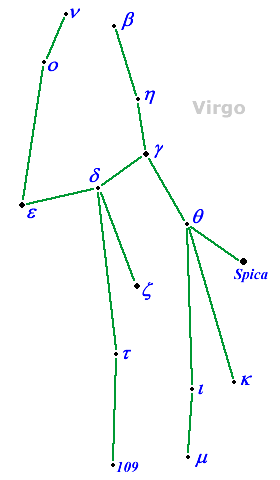
Созвездие Девы, которое фигурирует в манге

Манга была названа в честь одной из самых ярких звёзд в созвездии Девы под названием Спика. Она состоит из двух звёзд, но при этом из-за относительно низкой дистанции между ними (равной в среднем 11 миллионам миль) выглядит как одна звезда. Результаты астрономических наблюдений позволяют предположить, что в системе Спика могут быть и другие звёзды. В манге Асуми упоминает, что расстояние от Спики до Земли равно 350 световым годам. Эта же цифра приводится Японским агентством аэрокосмических исследований, однако другие источники указывают расстояние приблизительно в 260 световых лет.
Первоначальное вдохновение для написания произведения пришло к автору якобы от того, что он однажды узнал, что губная гармоника от компании Hohner является одним из первых музыкальных инструментов, побывавших в космосе. Однако Ягинума был только начинающим мангакой и не имел никаких источников, чтобы проводить подобные исследования. Он также колебался, когда начинал писать мангу, ведь его личный жизненный опыт не отражал мечты его персонажей. Несмотря на сомнения, Ягинума нашёл для себя комфортным изображение своих вымышленных персонажей, особенно Асуми Камогавы.
Манга начала публиковаться в октябре 2001 года на страницах журнала Comic Flapper издательства Media Factory, хотя до этого главная героиня Асуми появилась в дебютной работе Ягинумы 2015:Fireworks. Эта короткая история была опубликована в 2000 году в июльском номере Comic Flapper; в ней также фигурируют отец Асуми, её учитель в начальной школе Юко Судзунари и господин Лион. Четыре дополнительные короткие истории, предшествовавшие сюжету манги, также изображают Асуми как главную героиню: Asumi (яп. アスミ), Campanella's Forest (яп. カムパネルラの森 Камупанэрура но мори), Our Stars, Leaf Stars (яп. ふたりの星 はっぱ星 Футари но хоси, хаппа хоси) и Asumi's Cherry Tree (яп. アスミの桜 Асуми но сакура). В совокупности эти истории являются приквелом манги «Двойная Спика».

### Исторические отсылки
Манга «Двойная Спика» и предшествующие ей истории содержат несколько отсылок к историческим личностям и событиям, связанным с исследованием космоса. На протяжении манги (а также и аниме) Лион носит с собой губную гармонику — один из первых музыкальных инструментов, оказавшихся в космическом пространстве. В реальности гармоника и колокольчик были взяты на борт космического корабля Джемини-6А, полетевшего в космос в декабре 1965 года и пилотируемого астронавтами Уолтером Ширрой и Томасом Стэффордом. Во время миссии астронавты использовали эти инструменты, чтобы исполнить песню «Jingle Bells». В аниме Су Судзуки даёт Асуми прозвище «чайка», которое являлось позывным сигналом советского космонавта Валентины Терешковой, являющейся первой в мире женщиной-космонавтом, совершившей в 1963 году полёт на корабле Восток-6. В дораме Су рассказывает друзьям, что космическая станция «Новые горизонты» была запущена к планете Плутон, чтобы переправить туда кремированные останки астронома Клайда Томбо. Позднее, впервые отправляясь в космос, Асуми берёт с собой останки Су.
Также в манге присутствуют отсылки к реально существующим литературным и музыкальным произведениям. Названия историй Campanella's Forest и Giovanni's Ticket (яп. ジヨバンニの切符 Дзёбанни но киппу) связаны с двумя главными героями романа Кэндзи Миядзавы Night on the Galactic Railroad. В предпоследней серии аниме раскрывается, что этот роман является любимой книгой Марики Укиты. И в манге, и в дораме Кэй просит Су сыграть на пианино «Собачий вальс» (в Японии известный как «Neko Funjatta» (яп. 猫踏んじゃった)), если ему первым из группы удастся полететь в космос.

## Медиа-издания

### Манга
Выпуск манги начался в октябре 2001 года в сэйнэн-журнале Comic Flapper. Публикация закончилась 5 августа 2009 года выпуском 89-й главы. Манга также была издана в 16 танкобонах, последний из которых был опубликован 23 октября 2009 года. Истории, предшествовавшие манге, были включены в издание: две истории включены в первый том, две другие присутствуют по втором томе, и одна включена в третий том. Во время публикации манги автором были созданы ещё три истории-приквела, которые вошли в четвёртый, шестой и девятый тома соответственно. 23 марта 2006 года компания Media Factory выпустила 80-страничную книгу Twin Spica Illustration Book (яп. ふたつのスピカイラストブック Футацу но Супика Ирасутобукку, ISBN 978-4-8401-1380-9), основанную на манге. В книгу были включены календарь и интервью с Ко Ягинумой.
Манга была лицензирована компанией Tongli Publishing для издания на китайском языке под наименованием Dream of Spica (麥穗星之夢). Первый том был выпущен в мае 2005 года. После проведения трёхнедельных переговоров о заключении контракта американское издательство Vertical анонсировало приобретение лицензии на выпуск манги в английском переводе. Маркетинговый директор компании Эд Чавез объяснил мотивацию приобретения лицензии желанием компании опубликовать работы японских издательств, до сих пор не имеющих должных партнёрских отношений с крупными американскими издательствами. Он также предложил компании Media Factory продолжить сотрудничество. Компания Random House, являющаяся дистрибьютором Vertical, объявила, что вопреки первоначальному анонсу (где говорилось, что датой выпуска будет 4 мая 2010 года) манга будет выпущена в августе 2010 года. Чавез позднее написал в Твиттере, что Vertical сократит издание манги до 12 томов.

### Аниме
Японской анимационной студией Group TAC на основе оригинальной манги была создана 20-серийная аниме-адаптация, показанная по телеканалу NHK. Показ начался 1 ноября 2003 года и завершился 27 марта 2004 года. Режиссёром выступил Томоми Мотидзуки, а сценарий был написан Рикой Накасэ. Дизайн персонажей был создан Масако Гото. К окончанию показа сериала было опубликовано только 30 глав манги. 25-я глава, в которой рассказывается о том, как Асуми и её одноклассники проходят испытание своих навыков выживания, стала последней адаптированной для аниме, следовательно сериал завершается преждевременным уходом Лиона после того, как он понял, что обучил Асуми и её друзей всему, что знал. В манге же Лион появляется и в следующих после 25-й главах и окончательно уходит только в 88-й главе. Кроме Японии аниме транслировалось в Азии и Латинской Америке по каналу Animax. Аниме было издано компанией King Records в форматах VHS и DVD в пяти сборниках. Специальное DVD-издание, содержащее флешбеки к сериям 1, 5, 9, 12 и 16, было выпущено 26 мая 2004 года, а бокс-сет, состоящий из 5 DVD-дисков, был выпущен 22 июля 2004 года. Состоящая из двух частей новеллизация аниме и официальный справочник к нему были опубликованы в апреле 2004 года. Премьера аниме Twin Spica в английском дубляже состоялась 24 января 2005 года на канале Animax Asia.

### Дорама
30 марта 2009 компания NHK анонсировала показ 7-серийного сериала, созданного при взаимодействии с национальным агентством исследования космоса. На роль Асуми была выбрана 16-летняя актриса Нанами Сакураба, начавшая съёмки в сериале 2 апреля. Начало показа было назначено на 11 июня, но позже перенесено на 18 июня. Показ совпал с празднованием Международного года астрономии. Сценарий сериала создавали Сюко Араи и Дайго Мацуи. Во время написания сценария Араи проникся симпатией к персонажам, которые ради осуществления своей мечты переносят многие тяготы. Он также назвал основной темой сериала мечты и надежды. В сериале не фигурирует Лион, бывший основным персонажем в оригинальной манге. Ягинума по этому поводу не имел никаких претензий к Араи и Мацуи, так как верил в то, что они лучше разбираются в зрительской аудитории. Он говорил: «Я считаю, что Асуми, которую создал я, и Асуми в исполнении госпожи Нанами, они обе смотрят на одно и то же небо». Бокс-сет из трёх DVD был выпущен компанией Geneon Universal Entertainment 23 декабря 2009 года.

### Музыка
Песня «Venus Say», исполненная поп-группой Buzy, была выбрана в качестве открывающей темы аниме. а 3 марта 2004 года выпущена в составе ещё двух песен как макси-сингл. В музыкальных рейтингах компании Oricon сингл в течение семи недель держал позицию на 29-м месте. Поп-группа Begin адаптировала песню «Miagete Goran Yoru no Hoshi o» (яп. 見上げてごらん夜の星を Миагэтэ горан ёру но хоси о, «Посмотри на звёзды в ночи») японского певца Кю Сакамото под закрывающую тему аниме. Полный саундтрек, в который вошли две основные песни и 33 дополнительных трека от композитора Кадзунори Миякэ, был выпущен 26 мая 2004 года. Песня «Hitomi no Saki ni» (яп. 瞳の先に Хитоми но саки ни, «Перед глазами») японской группы Orange Range стала закрывающей композицией дорамы. Она также была выпущена как макси-сингл и в течение 6 недель держалась на пятом месте в рейтингах Oricon. Полный саундтрек дорамы, состоящий из 21 композиции, был выпущен Harbor Records 5 августа 2009 года.

## Отзывы и критика
В интервью газете  «Ёмиури симбун» японский астронавт Коити Ваката назвал «Двойную Спику» одной из пяти манг, отражающих мечту о покорении космоса. Во время оценки манги для возможного лицензирования в английском варианте маркетинговый директор компании Vertical Эд Чавез, являющийся поклонником научной фантастики, посчитал мангу «соответствующей техническим реалиям» и отметил, что «это, возможно, одно из самых искренних произведений, которые ему знакомы». Он надеялся, что манга займёт место в десятке бестселлеров среди графических изданий газеты The New York Times, и верил в то, что она станет «одним из узнаваемых наименований компании Vertical и заслужит признание любителей аниме и графических романов». Хотя манга издавалась в сэйнэн-журнале, Чавез полагал, что она понравится также и любителям сёдзё-манги; по его мнению, слово сэйнэн в данном случае обозначает направленность на взрослую аудиторию в целом, независимо от пола. Он надеялся, что Twin Spica будет иметь коммерческий успех, а у Vertical появится возможность лицензировать классические работы Осаму Тэдзуки и Союза 24 года. Первый том манги на английском языке в журнале Publishers Weekly был назван одним из наиболее ожидаемых графических произведений 2010 года.
Дженнифер Берман из THEM Anime Reviews оценила аниме Twin Spica пятью звёздами из пяти возможных, но всё же написала читателям: «Вы можете понизить эту оценку, если вам не нравится это аниме». Берман похвалила художественный дизайн и отметила, что персонажи напомнили ей работы Studio Ghibli. Она нашла персонажей «привлекательными» и отметила Марику Укиту как наиболее интригующую героиню. Несмотря на эти положительные отзывы, Берман отметила один недостаток в аниме-адаптации — закрывающая тема, по её мнению, могла быть сделана значительно лучше. Вице-президент Sony Pictures Entertainment Тодд Миллер отметил, что Twin Spica был одним из подходящих для любой аудитории сериалов, показанных по Animax. Первая серия дорамы получила зрительский рейтинг 3,4 %. Обозреватели из «Ёмиури симбун» дали дораме общую среднюю оценку в две из трёх звёзд и третье место в рейтинге 11 сериалов, показанных по телевидению летом 2009 года.